# Хорње Плахтинце
Хорње Плахтинце (слч. Horné Plachtince) насељено је мјесто са административним статусом сеоске општине (слч. obec) у округу Вељки Кртиш, у Банскобистричком крају, Словачка Република.

## Становништво
| Година:    | 1994. | 2004.    | 2014.   | 2024.   |
| ---------- | ----- | -------- | ------- | ------- |
| Број људи: | 216   | 193      | 210     | 209     |
| Разлика:   |       | -10,64 % | +8,80 % | -0,47 % |

| Година:    | 2023. | 2024.   |
| ---------- | ----- | ------- |
| Број људи: | 208   | 209     |
| Разлика:   |       | +0,48 % |

Према подацима о броју становника из 2011. године насеље је имало 210 становника.